# T.A.T.u.
t.A.T.u. (транскр.  Тату) је био руски поп дует који су чиниле Јелена Катина и Јулија Волкова. Група је основана у Москви 1999. године под покровитељством менаџера Ивана Шаповалова. 
Њихов дебитантски сингл „Я сошла с ума“, односно енглеска верзија „All The Things She Said“ који је објављен у децембру 2000. је постигао велики успех широм европског континента. Већ почетком наредне године потписале су уговор са издавачком кућом Universal Music Russia и објавиле свој први албум  који је постигао платинасти тираж у Европи. 
У мају 2003. група је представљала Русију на Песми Евровизије у Риги, где је са песмом „Не верь, не бойся“ заузела треће место у финалној вечери. 
Октобра 2005. објавиле су други по реду студијски албум  који је такође доживео платинасти тираж. Наступиле су у ревијалном делу Песме Евровизије 2009. у Москви.
Крајем марта 2011. девојке су објавиле да су одлучиле да расформирају бенд и оријентишу се на соло каријере. Дуо се поново окупио како би наступио на церемонији отварања Зимских олимпијских игара 2014. у Сочију.

## Историјат групе

### 1999—2000: Формирање групе
Дует „Тату“ настао је 1999. године у Москви, а његови идејни творци су били Иван Шаповалов и композитор Александар Војтински. На кастингу је за солисту прво одабрана тада 15-годишњакиња Лена Катина. Лена је на кастингу извела неколико песама које су касније и снимљене. Међу тим песмама била је и песма под називом „Југославија“ која је била посвећена жртвама НАТО бомбардовања Југославије 1999. године. Шаповалов је касније одлучио да убаци још један вокал у бенд и одлучио се за Јулију Волкову. Девојке су се познавале од раније, јер су обе наступале у дечјем ансамблу „Непоседы“.
Продуценти су због маркетинга одлучили да бенд представљају као лезбијски дуо и назвали су га „Тату“ што представља скраћеницу од „Та любит Ту“ („Она воли њу“). Копродуцент групе Јелена Кипер је изјавила да им је као инспирација за формирање лезбијског бенда послужио шведски филм из 1998. „Покажи ми љубав“ (швед. «Fucking Åmål») Лукаса Мудисона, који говори о љубави између две тинејџерке.

### 2000—2001.
Први сингл под називом „Полудела“ („Я сошла с ума“) објављен је у јесен 2000. године и одмах је засео на прво место свих топ-листа широм Русије. У октобру је објављен и спот за песму. Енглеска верзија песме под насловом „All The Things She Said“ девојкама је донела планетарну популарност. Убрзо по објављивању дебитантске песме потписан је и уговор са издавачком кућом Universal Music Russia и почеле су припреме за објављивање првог албума.
Први албум под именом „200 на сат у погрешном смеру“ („200 по встречной“) објављен је 21. маја 2001. године. Заједно са албумом објављен је и спот за други сингл „Нас не догонят“. У прва два месеца по објављивању албум је продат у преко пола милиона примерака, а та се бројка до краја 2001. године попела на преко 2 милиона копија. А августу 2001. почело је снимање енглеске верзије албума намењене иностраном тржишту.
Прво међународно признање девојке су добиле у Њујорку 6. септембра 2001. на додели MTV Video Music Awards у категорији „Најбољи руски спот“ за песму „Я сошла с ума“. Крајем године објављен је и трећи сингл (са спотом) за песму „30 минута“ („30 минут“) који је на руским тв станицама приказан преко 3.000 пута. Руски МТВ је спот за песму „Я сошла с ума“ прогласио за најбољи музички спот у 2001. години на територији Русије. Током 2001. године група је одржала око 150 концерата широм Русије и Европе (Белорусија, Украјина, Прибалтичке државе, Словачка, Немачка, Бугарска).

### 2002—2003.
У јануару 2002. објављене су енглеске верзије за песме „Not Gonna Get Us“ (рус. „Нас не догонят“ и „I’ve Lost My Mind“ (рус. „Я сошла с ума“) које су биле намењене тржишту САД и Немачке. У фебруару исте године објављено је реиздање првог албума „200 на сат у погрешном смеру“ у који је додата и песма „Кловнови“ (рус. «Клоуны») те ремикси за песме „30 минута“ и „Мальчик-гей“. У првој недељи по објављивању албум је продат у 60.000 примерака. У мају 2002. године група Тату је добила награду Међународне фонограмске федерације „IFPI Platinum Europe Award“ за милион продатих примерака албума „200 на сат у погрешном смеру“ на европском тржишту. Тату је тако постала прва група са подручја бившег Совјетског Савеза која је освојила ту награду. 
У лето 2002. године објавњен је спот за песму „Простые движения“ за руско тржиште, док је за међународно тржиште објављен видео за „All the Things She Said“. Готово истовремено објављена је енглеска верзија првог албума намењена америчком тржишту под насловом „200 km/h in the Wrong Lane“. У августу те године група је променила име из „Tatu“ у „t.A.T.u.“ да би се избегле несугласице са аустралијском групом истог имена. 12. августа девојке су наступиле у Лас Вегасу на додели Билбордових награда „2002 Fox Billboard Bash“.
Почетком септембра 2002. године спот за песму „All the Things She Said“ је доживео своју премијеру на музичким тв станицама у Шпанији, Италији, Холандији, Шведској, Норвешкој и Финској. У првом дану по објављивању у Италији, сингл је добио статус „златног“ јер је у току тог дана продато преко 25.000 примерака песме, а песма је до краја године добила статус платинасте у Италији и Шведској. Девојке су наступиле на додели MTV Europe Music Awards 14. новембра 2002. у Мадриду где су извеле песму „All the Things She Said“.
Током гостовања на америчкој телевизији Ен-Би-Си у емисији „Вечерњи шоу с Џејом Леном“, девојке су се појавиле у мајицама с антиратним натписима (против рата у Ираку), што је у америчкој јавности окарактерисано као политичка провокација. На мајицама је био натпис на руском језику „Хуй войне!“ („Јебеш рат“).
Упркос пола милиона продатих копија албума „200 km/h in the Wrong Lane“ на територији Уједињеног Краљевства њихови концерти који су планирани за мај 2002. у Лондону и Манчестеру су отказани због наводно слабе продаје улазница за наступ на Вемблију. Наводно је продато свега хиљаду улазница за тај концерт. Кривица за малу заинтересованост за концерте сваљена је на леђа менаџмента који се наводно оријентисао искључиво на русофону популацију у рекламирању наступа. Међутим, у јавности се спекулисало да су разлози отказивања концерата притисци британских конзервативних кругова због чињеница да девојке промовишу неморал због њихових лезбијских сцена.
У мају 2003. група Тату је представљала Русију на Песми Евровизије у Риги са песмом „Не веруј, не бој се“ (рус. Не верь, не бойся). На крају су у финалу заузеле треће место са 164 бода, један мање од другопласиране Белгије, и само три поена мање од победнице Сертаб Еренер из Турске. Међутим њихов наступ у Риги пратило је и неколико скандала. Прво су организатори најавили да ће суспендовати Русију уколико се девојке јавно пољубе на сцени како је првобитно било најављено. Руски „Первый канал“ је изразио сумње у регуларност гласања Ирског и Британског жирија који су једини Русији додели 0 поена. Те сумње су демантовали и ирска РТЕ и Европска радиодифузна унија.
Године 2003, уследила је нова, друга по реду награда Међународне фонограмске федерације „IFPI Platinum Europe Award“ и опет за албум „200 на сат у погрешном смеру“. У октобру исте године „Тату“ је тријумфовао на додели World Music Awards у Монаку освојивши чак три награде: за најбољу поп групу, за најбољи дует и за најбољи денс састав. Међутим девојке нису преузеле награде и одбиле су да наступе јер је организатор одбио да дозволи да током доделе награда Лена и Јулија изађу на сцену са репликама аутоматских пушака. 
У децембру 2003. године на два концерта одржана у Токију девојке је гледало 100.000 гледалаца (по 50.000 на оба наступа). Колика је њихова популарност у том моменту била у Јапану најбоље говори податак да су дан након првог концерта у програму који је ишао у живо на јапанској националној телевизији Лена и Јулија гостовале са тадашњим јапанским премијером Џуничиром Коизумијем.
Група је 2003. годину окончала на првим местима топ-листа у многим државама света, а продаја дебитантског албума достизала је платинасте тираже широм света. „200 на сат у погрешном смеру“ је 2003. годину завршио са статусом „златног албума“ у Уједињеном Краљевству, Јужној Африци, Кореји, Сингапуру, Аустрији, Немачкој, Француској, Шпанији, Мексику и Швајцарској. У Тајвану, Финској, Пољској и Италији албум је доживео платинасти тираж, док је највећи успех остварен у Хонгконгу, Канади и Чешкој где је албум имао категорију „двоструки платинасти“. Апсолутни рекорд у продаји забележен је у Јапану где је продато 1,8 милиона примерака албума, оборивши тако рекорд по броју продатих примерака које су држале такве величине попут Битлса, Мајкл Џексон и Мадоне. Укупна продаја деби албума групе Тату по речима директора руског одељења Јуниверзала Дмитрија Конава је износила 4,3 милиона примерака широм света.

### 2004—2006.
Промоција другог по реду студијског албума је планирана путем ријалити-шоу програма „Тату в Поднебесной“, који је започео са емитовањем у јануару 2004. године. Међутим све се завршило прекидом сарадње са Иваном Шаповаловим и његовом продуцентском кућом „Неформат“. Девојке су одлучиле да даље саме воде бригу о својој каријери, али раскид са Шаповаловим негативно се одразио на њихову каријеру. Албум није објављен како је планирано почетком 2004. године, а група је паузирала целу годину и због Јулијине трудноће (24. септембра Јулија је родила девојчицу Викторију).
Рад на новом албуму започео је у јануару 2005. у студију Village у Лос Анђелесу. Други по реду албум објављен је у октобру исте године у две верзије, а по његовом објављивању уследила је и светска промотивна турнеја. Верзија за руско тржиште носила је назив „Људи инвалиди“ (рус. Люди-инвалиды), а за инострано тржиште Dangerous and Moving. Међутим овај албум ни приближно није достигао статус претходног албума. Статус златног албума доживео је само у Русији, Тајвану и Мексику. 
Током 2005. и 2006. године група је одржала бројне концерте, али углавном по клубовима и мањим фестивалима, а на пад популарности су утицали и њихови демантији о постојању љубавне везе између девојака што је срушило култ Тату-а као лезбијског бенда. 
Значајнији успех оствариле су свега три песме које су објављене као синглови и накнадно уврштене у албум „All About Us“, „Friend or Foe“ и „Gomenasai“ те радијски промо сингл „Loves Me Not“. Песма All About Us је једина успела да се нађе међу десет најслушанијих на иностраним топ-листама. За тржиште САД пуштене су 4 песме са спотовима („All About Us“, „Люди-инвалиды“, „Friend or Foe“, „Gomenasai“), док је спот за песму „Loves Me Not“ настао од секвенци са живих наступа у време јесење промо турнеје у једном клубу у Паризу. Тираж албума износио је свега 500 хиљада примерака у целом свету, те још око 200 хиљада у региону. Једина награда у виду „платинастог статуса“ стигла је од Националне фонограмске федерације Русије
У августу 2006. група је прекинула сарадњу са издавачком кућом Universal Music. У јесен исте године издавачка кућа Interscope Records је објавила „t.A.T.u. The Best“ издање које се састојало од највећих хитова групе.
У новембру 2006. комесар за људска права у руској републици Коми Леонид Вокујев је оптужио менаџмент групе да је наслов њиховог новог албума „Люди-инвалиды“ увредљив за особе са инвалидитетом, а представници Universal Musicа су се делимично сложили са тим оптужбама.
Према извештају руског одељења магазина Форбс, група Тату је током 2005. укупно зарадила 3,3 милиона долара, односно 1,4 милиона у 2006. години.

### 2007—2009.
Дана 17. маја 2007. године, Тату је издао саопштење усмерен својим геј обожаваоцима:"Када је Татуов други албум изашао, многи наши обожаваоци алтернативне сексуалне оријентације мислили су да смо их лагали и издали их. То није истина, никада то нисмо урадиле, нити ћемо. Увек смо се залагале у љубав без граница. " 
Дана 26. маја, су летеле из Москве да учествују у Москва Gay Pride демонстрацији.
Дана 12. септембра 2007. група је издала DVD концерт  Truth.
Крајем 2007. године изашао је Beliy Plaschik, први сингл са њиховог предстојећег албума на Руском језику.
Дана 21. октобра 2008. године Vesyolye Ulybki је међународно објављен на интернет музичким продавницама. Дана 28. новембра t.A.T.u су добили и причу на MTV Russia Music Awards 2008. У марту 2009. године, изјава је објављена на дуовом сајту и MySpace, наводећи да неће више радити пројекат "пуним радним временом" и да Катина и Волкова раде на соло пројектима. Такође су напоменуле да ће трећи спот бити објављен 17. априла на MTV Russia. Са албума сингл Snegopady је пуштен заједно са својим спотом.

### 2010—2011
Група је званично са радом престала крајем 2011. године, па су Катина и Волкова почеле са соло пројектима.

## Критике
Група је била успешна и имала је врло позитивне критике публике и разних критичара.

## Дискографија

### Студијски албуми
- Албуми на руском језику

| Албум | Подаци                                                        | Тиражи                                |
| ----- | ------------------------------------------------------------- | ------------------------------------- |
|       | - Објављен: 21. мај 2001. - Издавач: - Формати: , Касета      | - ЕУ: Платинасти - Пољска: Платинасти |
|       | - Објављен: 21. октобар 2005. - Издавач: - Формати: , Дигитал |                                       |
|       | - Објављен: 21. октобра 2008. - Издавач: - Формати: , Дигитал |                                       |

- Албуми на енглеском језику

| Албум                         | Подаци                                                         | Позиције на листама слушаности | Позиције на листама слушаности | Позиције на листама слушаности | Позиције на листама слушаности | Позиције на листама слушаности | Позиције на листама слушаности | Позиције на листама слушаности | Позиције на листама слушаности | Позиције на листама слушаности | Позиције на листама слушаности | Тиражи                                                                  |
| Албум                         | Подаци                                                         | [ 30 ]                         | [ 31 ]                         | [ 32 ]                         | [ 33 ]                         | [ 34 ]                         | [ 35 ]                         | [ 36 ]                         | [ 37 ]                         | [ 38 ]                         | [ 39 ]                         | Тиражи                                                                  |
| ----------------------------- | -------------------------------------------------------------- | ------------------------------ | ------------------------------ | ------------------------------ | ------------------------------ | ------------------------------ | ------------------------------ | ------------------------------ | ------------------------------ | ------------------------------ | ------------------------------ | ----------------------------------------------------------------------- |
|                               | - Објављен: 10. децембар 2002. - Издавач: - Formats: , касета  | 19                             | 1                              | 8                              | 12                             | 66                             | 32                             | 14                             | 5                              | 12                             | 13                             | - ФРА: Златни - НЕМ: Златни - УК: Златни - САД: Златни - ЕУ: Платинасти |
|                               | - Објављен: 10. октобар 2005. - Издавачи: - Формати: , Дигитал | —                              | 13                             | 23                             | 25                             | —                              | —                              | 37                             | 26                             | 78                             | 131                            |                                                                         |
|                               | - Објављен: 15. децембар 2009. - Издавач: - Формати: , Дигитал | —                              | —                              | —                              | —                              | —                              | —                              | —                              | —                              | —                              | —                              |                                                                         |
| "—" није учествовао на листи. |                                                                |                                |                                |                                |                                |                                |                                |                                |                                |                                |                                |                                                                         |

- Компилације

| Албум | Подаци                                                         |
| ----- | -------------------------------------------------------------- |
|       | - Објављен: 7. септембар 2006. - Издавач: - Формати: , Дигитал |

- Ремикси

| Албум   | Подаци                                                         |
| ------- | -------------------------------------------------------------- |
| ремикси | - Објављен: 26. септембар 2003. - Издавач: - Формати: , касета |
|         | - Објављен: 29. марта 2011. - Издавач: - Формати: CD, дигитал    |